# Corsica (journal)
Pour les articles homonymes, voir Corsica.
Corsica est un journal français d'information sur la Corse. Fondé en 1999, son 100e numéro (paru en janvier 2008) marque la diffusion nationale à 100 000 exemplaires.
Il est publié par la SARL Corsica, dont le siège social se situe à Bastia en Haute-Corse.

## Particularités
Corsica est un journal de langue française, toutefois, il comprend à chaque numéro quelques articles rédigés en corse et une rubrique nommée "Vistu dall'Italia"(mélange de corse et d'italien qui signifie "Vu de l'Italie") est rédigée entièrement en italien.

## Club Corsica
Club Corsica est le site lancé par le journal au service des internautes.
Sur ce site, les lecteurs peuvent créer leur boite mail, débattre des sujets de société sur les forums, jouer à des jeux en ligne ou même créer leur blog.

## 24 ore
24 Ore était un quotidien devenu hebdomadaire d'information corse. Disponible en kiosque mais aussi sur abonnement, par internet, sur les bateaux.

## Équipe
- Équipe rédactionnelle
  - Élisabeth Milleliri
  - Joseph-Guy Poletti
  - Constant Sbraggia

- Éditorialistes
  - François Léotard
  - Jean-Claude Casanova

- Collaborateurs
  - Jean Marie Arrighi
  - Sébastien Bonifay
  - Robert Colonna d'Istria
  - Alessandro Michelucci
  - Pierre Negrel

- Photographes
  - Pierre Murati
  - Joseph Valet

- Dessinateur
  - Battì

## Devise figurant à la une
"L'autre regard sur la Corse",
Corsica se veut un journal indépendant, son crédo est de prendre en main l'information sur la Corse pour "ne plus la confier à d'autres pas toujours bien intentionnés".